# Trostburg (Teufenthal)
Die Trostburg ist ein kleines Schloss in Teufenthal im Schweizer Kanton Aargau. Die mittelalterliche Höhenburganlage befindet sich auf einem 40 Meter hohen Felsvorsprung oberhalb des Dorfes in einem Seitental der Wyna.

## Geschichte
Die Burg der erstmals im Jahr 1241 erwähnten Herren von Trostburg entstand während des 12. Jahrhunderts. Wenig später spaltete sich ein Zweig der Familie ab und liess knapp einen halben Kilometer nördlich die Burg Liebegg errichten. Die Trostburger waren ein Ministerialengeschlecht der Grafen von Kyburg und stellten sich ab 1264 in den Dienst der Habsburger.
Nachdem das Geschlecht der Trostburger erloschen war, gelangte die Trostburg 1346 in den Besitz der Herren von Reinach, deren Stammsitz ein paar Kilometer weiter südlich in der heutigen Gemeinde Burg lag. Die Rinacher bauten einen kleinen Herrschaftsbereich auf, in dem sie die niedere Gerichtsbarkeit ausübten. Dazu gehörten die heutigen Gemeinden Teufenthal, Boniswil, Dürrenäsch, Hallwil, Leutwil und Zetzwil. Nach der Eroberung des westlichen Aargaus durch die Stadt Bern im Jahr 1415 verloren die Herren von Reinach zunehmend an Macht.
Im Jahr 1486 erwarb Hans von Hallwyl die Trostburg. Die Herren von Hallwyl verkauften sie dann 1616 an die Stadt Brugg. Bern duldete jedoch den Machtzuwachs seiner Untertanenstadt nicht, zog die Herrschaftsrechte an sich und verkaufte die Trostburg an Privatleute. Um 1750 wurde die Burg zu einem Wohnschloss erweitert, das sich noch heute im Privatbesitz befindet. Bis heute ist die Trostburg in Privatbesitz, wobei es zahlreiche Besitzerwechsel gab.

## Gebäude

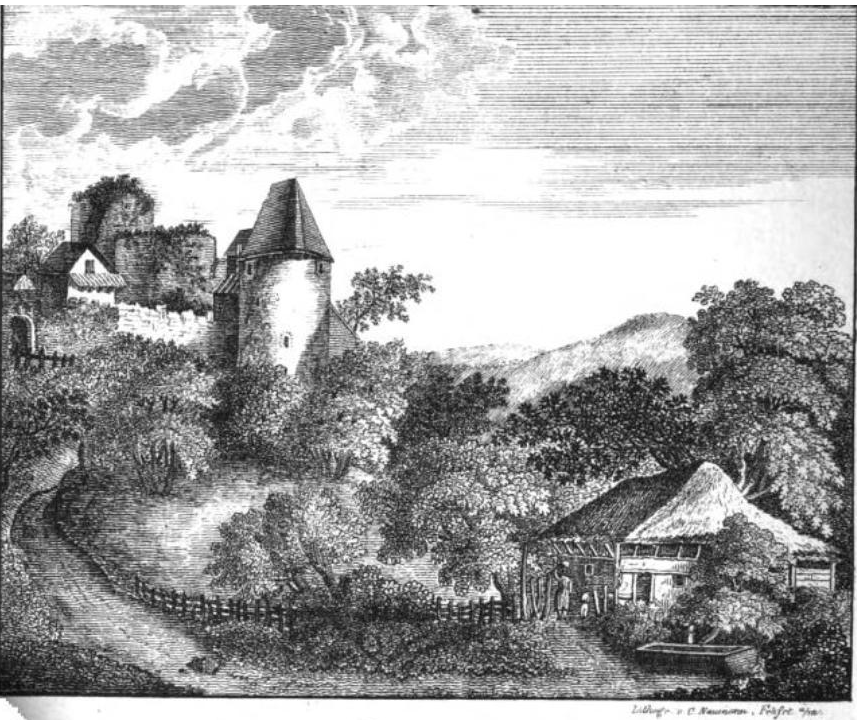
Trostburg

Die mittelalterliche Burg ist nur teilweise erhalten geblieben. Dazu gehören einzelne Mauern am Rand des Burghügels sowie auf einem Molassefelsen die Ruine des Bergfrieds, die rund sieben Meter in die Höhe ragt und dessen Inneres mit Schutt gefüllt ist. Ein künstlich angelegter Burggraben trennt den Bergfried von der restlichen Anlage. An der südwestlichen Ecke des Burghofs, an der Vorderflanke des terrassenförmigen Hügels, steht das 1494 anstelle der Vorburg im spätgotischen Stil errichtete Hallwylhaus. Es wurde ab 2000 von seinem heutigen Besitzer aufwändig renoviert.